# Saison 1964 de la NFL
Navigation
Édition précédente Édition suivante
La saison 1964 de la NFL est la 45e saison de la National Football League. Elle voit le sacre des Browns de Cleveland.

## Classement général
| Conférence Est           |      |      |      |        |          |            |
| Franchise                | Vic. | Déf. | Nuls | % vic. | Pts pour | Pts contre |
| Browns de Cleveland      | 10   | 3    | 1    | .769   | 415      | 293        |
| Cardinals de Saint-Louis | 9    | 3    | 2    | .750   | 357      | 331        |
| Eagles de Philadelphie   | 6    | 8    | 0    | .429   | 312      | 313        |
| Redskins de Washington   | 6    | 8    | 0    | .429   | 307      | 305        |
| Cowboys de Dallas        | 5    | 8    | 1    | .385   | 250      | 289        |
| Steelers de Pittsburgh   | 5    | 9    | 0    | .357   | 253      | 315        |
| Giants de New York       | 2    | 10   | 2    | .167   | 241      | 399        |

| Conférence Ouest       |      |      |      |        |          |            |
| Franchise              | Vic. | Déf. | Nuls | % vic. | Pts pour | Pts contre |
| Colts de Baltimore     | 12   | 2    | 0    | .857   | 428      | 225        |
| Packers de Green Bay   | 8    | 5    | 1    | .615   | 342      | 245        |
| Vikings du Minnesota   | 8    | 5    | 1    | .615   | 355      | 296        |
| Lions de Détroit       | 7    | 5    | 2    | .583   | 280      | 260        |
| Rams de Los Angeles    | 5    | 7    | 2    | .417   | 283      | 339        |
| Bears de Chicago       | 5    | 9    | 0    | .357   | 260      | 379        |
| 49ers de San Francisco | 4    | 10   | 0    | .286   | 236      | 330        |

## Finale NFL
- 27 décembre 1964, à Cleveland devant 79 544 spectateurs, Browns de Cleveland 27 - Colts de Baltimore 0